# Cattedrale di Nostra Signora del Rosario (Paraná)
La cattedrale di Nostra Signora del Rosario (in spagnolo: Catedral de Nuestra Señora del Rosario) è un edificio di culto cattolico sito nella città di Paraná, in Argentina. È la chiesa principale dell'Arcidiocesi di Paraná.

## Storia
Fu costruita su un edificio preesistente tra il 1883 ed il 1886 in stile neorinascimentale dall'architetto italiano Giovanni Battista Arnaldi.